# Montréal (Aude)
 Montréal  es una población y comuna francesa, en la región de Languedoc-Rosellón, departamento de Aude, en el distrito de Carcasona. Es la cabecera del cantón de su nombre.
Está integrada en la Communauté de communes de la Malepère.

## Demografía
| 3 000 | 3 163 | 3 172 | 3 245 | 3 062 | 3 097 | 3 030 | 3 070 | 3 004 | 3 009 | 2 829 | 2 772 | 2 792 | 2 830 | 2 843 | 2 496 | 2 448 | 2 592 | 2 549 | 2 381 | 1 973 | 2 124 | 2 029 | 2 025 | 1 872 | 1 780 | 1 761 | 1 678 | 1 588 | 1 595 | 1 546 | 1 672 | 1 933 |
| Para los censos de 1962 a 1999 la población legal corresponde a la población sin duplicidades (Fuente: INSEE [Consultar]) |       |       |       |       |       |       |       |       |       |       |       |       |       |       |       |       |       |       |       |       |       |       |       |       |       |       |       |       |       |       |       |       |